# روی مارتن
روی مارتن (اندونزیایی: Roy Marten؛ زادهٔ ۱ مارس ۱۹۵۲) بازیگر اهل اندونزی است.
از فیلم‌ها یا برنامه‌های تلویزیونی که وی در آن نقش داشته‌است می‌توان به یورش ۲ اشاره کرد.